# Ambon
Ambon er en indonesisk ø i øgruppen Molukkerne. Den har et areal på 775 km² og er bjergrig.